# CSS Fredericksburg

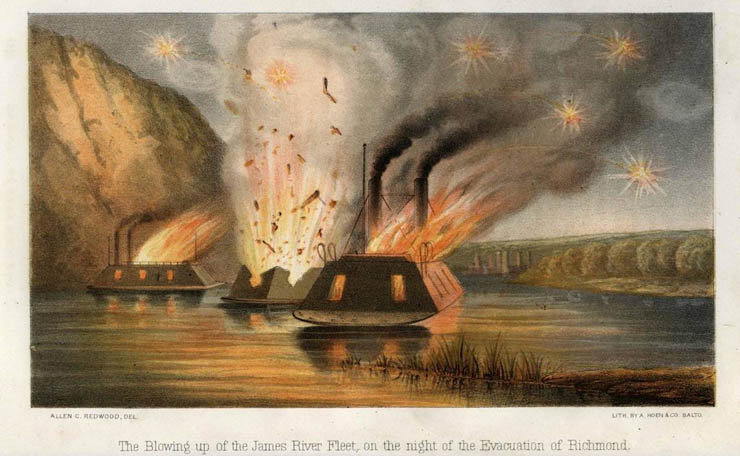
На картині зображено підрив броненосців Ескадри річки Джеймс, включаючи і "Фредеріксбург" у центрі

CSS Fredericksburg був броньований таран ВМС Конфедеративних Штатів під час Громадянської війни у США, побудований у Ричмонді, штат Вірджинія, в 1862-1863. "Фредеріксбург" був другим броненосецем, в Ричмонд. 30 листопада 1863, завершився процес добудови корпусу. Корабель віжбуксирували вниз за течією до Дрюріс-Блафф у березні 1864 після добудови увійшов до складу флоту під командуванням  капітана Томаса Р. Рутеса (Rootes).
"Фредеріксбург", один з кораблів ескадри річки Джеймс, яким командував командор Джон К. Мітчелл, активно застосовувався на відповілній річці  з середини 1864 року до кінця війни. Разом з CSS Virginia II  та дев'ятьма іншими кораблями ескадри, "Фредеріксбург" брав участь у бою на Трентс Річ  з двобаштовим монітором північан "Онондага" 21 червня 1864 року. Обидві сторони не зазнали значних ушкоджень через значну відстань між кораблями.  Подібні сутички відбулися у серпні, жовтні, грудні. У січні 1865 Ескадра ріки Джейсмс атакувала більш наполегливо, але була змушена відступити, не маючи змоги подолати річкові загородження. 3 квітня 1865 року довелося евакуювати Ричмонд, наступного дня конфедерати підірвали "Фредеріксбург" та інші військові кораблі. Рештки ескадри Конфедерації досі знаходяться у річці Джеймс. Затонулий корпус "Фредеріксбурга" згнаходиться на відстані близько 50 ярдів вище за течією від однотипного броненосця "Вірджинія II". Обидва кораблі млежать паралельно річці під великим шаром річкового мулу товщиною від шести до 15 футів. 